# Junior le terrible 2
Série
Junior le terrible
(1990) Junior le terrible 3
(1995)
Pour plus de détails, voir Fiche technique et Distribution.
Junior le terrible 2 (Problem Child 2) est un film américain réalisé par Brian Levant, sorti en 1991.

## Synopsis
Junior et son père viennent d'emménager à Mortville, la ville au plus haut taux de célibataires. Junior doit jouer de toute sa malice et de ses coups tordus afin de protéger son père contre les griffes d'une riche bancaire qui hait les enfants. Depuis son arrivée à Mortville, Junior recommence à faire des ravages : causer une explosion d'un grill à gaz d'un voisin, humilier sa babysitter avec une caméra et un projecteur, couvrir une brute de l'école de rubans adhésifs, donner des misères à son grand-père et à son chien Nippy, remplacer la limonade par de l'urine, trafiquer un manège à une fête foraine, gâcher un souper de famille avec des insectes et empêcher un mariage avec l'aide de l'autre terreur de la ville, Trixie. Après une série de catastrophes, les deux monstres n'ont qu'une idée en tête : réunir leurs parents.

## Fiche technique
- Titre français : Junior le terrible 2
- Titre original : Problem Child 2
- Titre québécois : Le Petit Monstre 2
- Réalisation : Brian Levant
- Scénario : Scott Alexander & Larry Karaszewski
- Musique : David Kitay
- Photographie : Peter Smokler
- Montage : Lois Freeman-Fox & Robert P. Seppey
- Production : Robert Simonds
- Sociétés de production : Universal Pictures & Imagine Entertainment
- Société de distribution : Universal Pictures
- Pays :  États-Unis
- Langue : Anglais
- Format : Couleur - Dolby - 35 mm - 1.85:1
- Genre : Comédie
- Durée : 86 min
- Dates de sortie :
  -  États-Unis : 3 juillet 1991
  -  Royaume-Uni : 14 février 1992
  -  France : 22 avril 1992

## Distribution
- John Ritter (VF : Georges Caudron ; VQ : Jacques Lavallée) : Ben Healy
- Michael Oliver (VF : Alexis Tomassian ; VQ : Inti Chauveau) : Junior Healy
- Jack Warden (VF : Claude Joseph ; VQ : Ronald France) : « Big » Ben Healy
- Laraine Newman (VF : Marion Game ; VQ : Claudine Chatel) : Lawanda Dumore
- Amy Yasbeck (VF : Véronique Augereau ; VQ : Élise Bertrand) : Annie Young
- Ivyann Schwan (VQ : Émilie Durand) : Trixie Young
- Gilbert Gottfried (VF : Philippe Peythieu ; VQ : Marc Bellier) : Peabody
- Paul Willson (VF : Roger Lumont) : Smith
- Alan Blumenfeld (VF : Richard Leblond) : Aron Burger
- Charlene Tilton (VF : Nathalie Spitzer ; VQ : Marie-Andrée Corneille) : Debbie Claukinski
- James Tolkan (VF : Albert Augier) : M. Thorn
- Eric Edwards (VF : Alain Flick ; VQ : Jacques Lussier): Murph
- Martha Quinn (VF : Odile Schmitt) : Emily
- Zach Grenier (VF : Régis Ivanov) : Voytek
- Krystle Mataras : Dolly
- Tiffany Mataras : Madison

## Saga
- Junior le terrible réalisé par Dennis Dugan en 1990.
- Junior le terrible 2 réalisé par Brian Levant en 1991.
- Junior le terrible 3 (TV) réalisé par Greg Beeman en 1995.